# Ingrid Jensen
Ingrid Jensen est une trompettiste de jazz canadienne, née le 12 janvier 1966  à North Vancouver, Canada.

## Biographie
Ingrid Jensen effectue sa formation musicale au Berklee College of Music et à  Vancouver Island University à Nanaimo en Colombie-Britannique. Elle a été nommée à plusieurs Juno awards, et l'a remporté pour son premier album Vernal Fields  (avec Lenny White, George Garzone et Larry Grenadier).
Ingrid Jensen passe une grande partie de son temps en tournée avec ses propres groupes, ou avec l'orchestre de Maria Schneider. Elle enseigne également dans des universités, en particulier au Peabody Institute.
Elle fait partie du supergroupe Artemis, aux côtés de Renee Rosnes, Cécile McLorin Salvant, Anat Cohen, Melissa Aldana, Noriko Ueda et Allison Miller. Leur premier album Artemis est sorti en 2020 chez Blue Note Records.

## Discographie

### En Leader
- Vernal Fields (ENJA) 1995
- Here on Earth (ENJA) 1997
- Higher Grounds (ENJA) 1999
- Jam Session Vol. 4 (SteepleChase, 2002)
- Now as Then (Justin Time) 2003
- At Sea (ArtistShare) 2006
- Nordic Connect, Flurry (ArtistShare) 2007
- Kind of New, co-leader avec Jason Miles (Whaling City Sound) 2015

### En invitée

#### AvecChris Connor
- Haunted Heart 2001

#### Avec Geoff Keezer
- Falling Up 2003

#### Avec leDiva Jazz Orchestra
- Something's Coming (Perfect Sound) 1996.

#### Avec leVienna Art Orchestra
- FE & Males (Polygram) 1994

#### AvecDena DeRose
- Another World 1999

#### Avec Virginia Mayhew
- Chiaroscuro 1996
- Nini Green 1997
- Phantoms 2003
- No Walls 2004
- Simple Thank You 2008

#### Avec Judi Silvano
- Let Yourself Go 2004

#### Avec l'orchestre deMaria Schneider
- Allegresse 2000
- Days of Wine and Roses--Live at the Jazz Standard 2000
- Concert in the Garden 2004
- Sky Blue 2007

#### Avec le Steve Treseler Group
- Center Song 2013

#### Avec Artemis
- 2020 : Artemis (Blue Note Records)
- 2023 : In Real Time (Blue Note)
- 2025 : Arboresque (Blue Note)